# Campo Real, Mexiko
Campo Real är en ort i Mexiko.   Den ligger i kommunen Zapopan och delstaten Jalisco, i den centrala delen av landet, 500 km väster om huvudstaden Mexico City. Campo Real ligger 1 600 meter över havet och antalet invånare är 2 017.
Terrängen runt Campo Real är platt åt sydväst, men åt nordost är den kuperad. Terrängen runt Campo Real sluttar österut. Runt Campo Real är det mycket tätbefolkat, med 1 177 invånare per kvadratkilometer. Närmaste större samhälle är Guadalajara, 14,4 km söder om Campo Real. I omgivningarna runt Campo Real växer huvudsakligen savannskog.